# La Reforma, José Azueta
La Reforma är en ort i Mexiko.   Den ligger i kommunen José Azueta och delstaten Veracruz, i den sydöstra delen av landet, 400 km öster om huvudstaden Mexico City. La Reforma ligger 13 meter över havet och antalet invånare är 151.
Terrängen runt La Reforma är mycket platt. Runt La Reforma är det ganska glesbefolkat, med 48 invånare per kvadratkilometer. Närmaste större samhälle är Tesechoacan, 7,6 km sydost om La Reforma. Trakten runt La Reforma består till största delen av jordbruksmark.